# Heteroscarus acroptilus
Genre
Espèce
Synonymes
- Odax acroptilus (Richardson, 1846)
- Scarus acroptilus Richardson, 1846

Statut de conservation UICN

 LC  : Préoccupation mineure
Heteroscarus acroptilus est une espèce de poissons osseux qui appartient à la famille des Odacidae.
C'est la seule espèce du genre Heteroscarus (monotypique).